# Samuel Takáč
Samuel Takáč (6. března 1911 Tisovec - 21. září 1981 Bratislava) byl slovenský a československý politik Komunistické strany Slovenska, poúnorový poslanec Slovenské národní rady, Národního shromáždění ČSSR a Sněmovny lidu Federálního shromáždění, člen Sboru pověřenců a ministr vlády Československa.

## Biografie
Vystudoval gymnázium v Rimavské Sobotě (1922-1929) a ČVUT v Praze (1929-1935). Získal kvalifikaci elektrotechnického inženýra. Už během vysokoškolských studií se angažoval se studentských spolcích (Detvan, Iskra). Pracoval pak v Praze v různých profesích. Od roku 1940 přešel do továrny na kabely v Bratislavě. Zapojil se do protifašistického odboje a byl vězněn v Ilavě. V rodném Tisovci se v roce 1944 podílel na přípravách Slovenského národního povstání. Po ústupu povstalců do hor byl zajat a vězněn v Banské Bystrici.
Ve volbách roku 1948 byl zvolen do Slovenské národní rady. Opětovně byl poslancem SNR zvolen ve volbách roku 1954 a ve volbách roku 1960.
Po válce nastoupil na post vedoucího odboru rekonstrukce a plánování při úřadu pověřence průmyslu a obchodu v Košicích, kde řešil zejména poválečnou obnovu země. V období let 1951-1963 pracoval na ministerstvu lehkého průmyslu, stavebnictví a těžkého průmyslu. V 10. Sboru pověřenců zastával střídavě posty pověřence průmyslu a obchodu a pověřence lehkého průmyslu. Portfolio pověřence lehkého průmyslu si udržel i v následujícím 11. Sboru pověřenců, v němž později od roku 1955 přešel na post pověřence stavebnictví. Na pozici pověřence stavebnictví setrval rovněž v následném 12. Sboru pověřenců a dále i v období po roce 1960, kdy byl Sbor pověřenců jako kolektivní orgán zrušen. Pověřencem stavebnictví (oficiálně pověřenec a předseda komise pro výstavbu SNR) zůstal do dubna 1963.
Pak přešel na celostátní vládní úroveň. Ve třetí vládě Viliama Širokého a vládě Jozefa Lenárta byl v letech 1963-1968 ministrem stavebnictví ČSSR. Publikoval odborné články a studie z oboru národohospodářství a rozvoje průmyslu.
Ve volbách roku 1964 byl zvolen za KSS do Národního shromáždění ČSSR za Západoslovenský kraj. V Národním shromáždění zasedal až do konce volebního období parlamentu v roce 1968.
V letech 1945-1970 se zmiňuje coby účastník zasedání a člen Ústředního výboru Komunistické strany Slovenska. 12. sjezd KSČ ho zvolil za člena Ústředního výboru Komunistické strany Československa. 13. sjezd KSČ ho zvolil kandidátem ÚV KSČ.
K roku 1968 se profesně uvádí jako vedoucí Kanceláře SNR z obvodu Bratislava-Nivy. Tuto funkci zastával v letech 1968-1971. Od roku 1972 byl v penzi.
Po federalizaci Československa usedl roku 1969 do Sněmovny lidu Federálního shromáždění (volební obvod Bratislava-Nivy). Ve Federálním shromáždění setrval do konce volebního období parlamentu, tedy do voleb roku 1971.